# Batalha de Khorramshahr (1980)

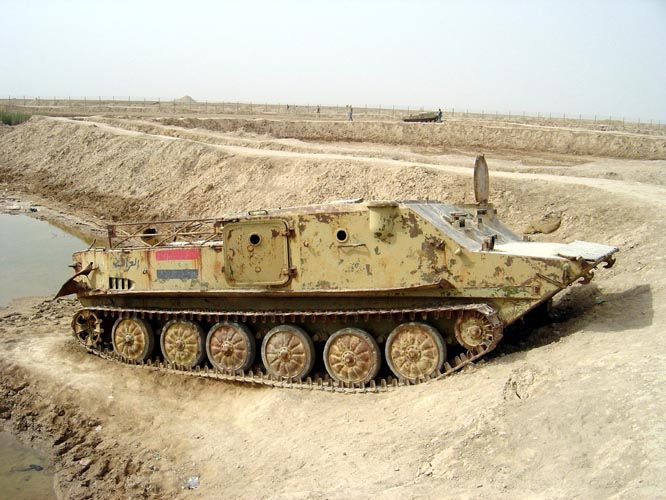
Um blindado BTR-50 iraquiano abandonado.

A Batalha de Khorramshahr foi um grande combate travado entre o Iraque e o Irã durante a Guerra Irã-Iraque.  A batalha aconteceu entre 22 de setembro e 10 de novembro de 1980, logo no começo do conflito. A luta foi marcada por sua brutalidade e violência exacerbada, com os iranianos se referindo a cidade de Khorramshahr como Khuninshahr (em persa: خونین شهر), o que significa "Cidade de Sangue".
A batalha durou trinta e quatro dias. O Iraque imaginava tomar Khorramshahr rapidamente em uma operação relâmpago, porém a feroz resistência dos defensores iranianos, em muito menor número, fez com que o exército iraquiano tivessem de desviar enormes quantidades de recursos para tomar a cidade, em detrimento das outras frentes de batalha no Cuzistão. Do outro lado, devido ao atraso imposto ao avanço iraquiano, as forças iranianas conseguiram estabilizar as outras linhas de frente. No final, apenas Khorramshahr caiu nas mãos das tropas de Saddam. As cidades de Dezful, Ahvaz e Susangerd, importantes alvos táticos para o Iraque, permaneceram majoritariamente sob controle iraniano.
Khorramshahr foi eventualmente reconquistada pelos iranianos em maio de 1982 durante a Operação Beit-ol-Moqaddas, considerada um ponto de virada na guerra.